# Дружба (нефтепровод)

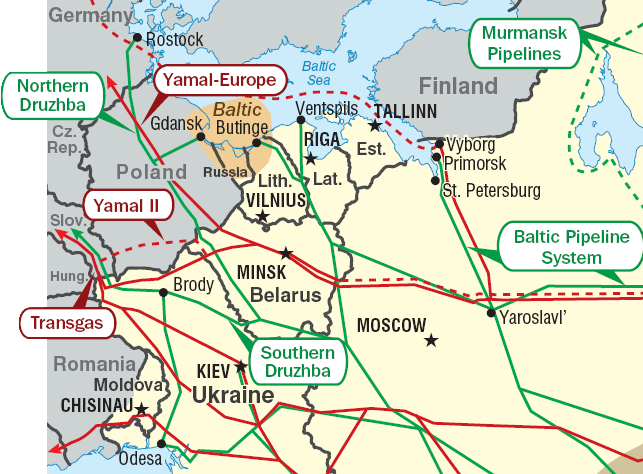
Магистральные трубопроводы Восточной Европы

Дру́жба — крупнейшая  в мире система магистральных нефтепроводов. Построена в 1960-е предприятием СССР «Ленгазспецстрой» для доставки нефти из Волго-Уральской нефтегазоносной провинции в социалистические страны Совета экономической взаимопомощи (СЭВ): Венгрию, Чехословакию, Польшу и ГДР, расположенные в Восточной Европе.
Маршрут нефтепровода проходит от Альметьевска до Брянска затем до Мозыря, после чего разветвляется на 2 участка: северный (по территории Беларуси, Польши, Германии, Латвии и Литвы) и южный (по территории Украины, Чехии, Словакии, Венгрии и Хорватии).
Изначально центром управления советской частью нефтепровода был Львов, после распада СССР центром управления российской частью нефтепровода стал Брянск.
В систему входит 8900 км трубопроводов (из них 3900 км на территории России), 46 насосных станций, 38 промежуточных насосных станций, резервуарные парки которых вмещают 1,5 млн м³ нефти. По нефтепроводу в страны «дальнего зарубежья» ежегодно экспортируется 66,5 млн тонн, в том числе по северной ветке — 49,8 млн т.

## Собственники
Российский отрезок трубопровода эксплуатируется АО «Транснефть-Дружба», дочерней структурой компании «Транснефть». Также АО «Транснефть-Дружба» осуществляет эксплуатацию Балтийской транспортной системы-II (БТС-II), связывающей «Дружбу» с российскими морскими портами на Балтийском море.
С 9 февраля 2012 генеральным директором АО «Транснефть-Дружба» являлся Олег Валентинович Богомолов.
Белорусский участок нефтепровода находится в собственности «Гомельтранснефти», украинский — «Укртранснафты», польский и немецкий — PERN, венгерский собственник — группа компаний MOL, словацкий — Transpetrol, чешский — Mero.

## История

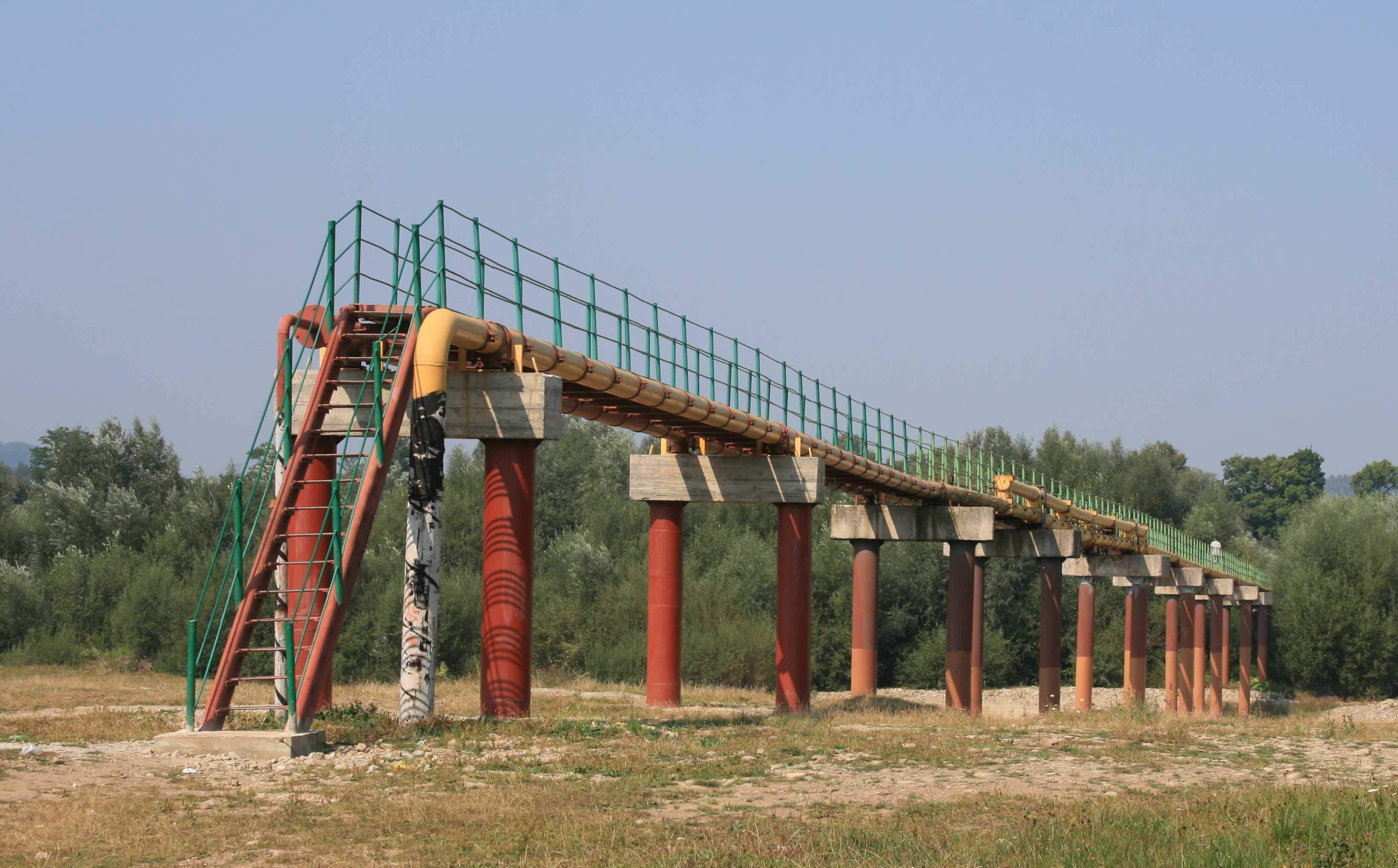
Участок нефтепровода «Дружба» над рекой Стрый (Львовская область)

В 1958 году Координационный комитет по экспортному контролю под влиянием европейских металлургических компаний снял запрет на поставку труб большого диаметра в СССР, которые должны были пойти на строительство масштабного трубопровода. Подписанные контракты были разорваны после Карибского кризиса, когда под американским давлением Совет НАТО порекомендовал не развивать инфраструктуру Варшавского договора, которая может использоваться в военных целях.
Постройка трубопровода была начата 10 декабря 1960 года, начальной точкой строительства стал Альметьевск. На строительство нефтепровода потребовалось четыре года, но отдельные участки начали работать раньше, к середине 1964 года основные объекты системы «Дружба-1» были сданы в эксплуатацию, а 15 октября 1964 года состоялось официальная церемония ввода магистрали в строй.
В дальнейшем в связи с значительным ростом экономик стран СЭВ возникла необходимость в увеличении поставок нефти и по тем же трассам было решено проложить трубопроводную систему «Дружба-2». Нефтепровод «Дружба-2» начали строить весной 1969 года и закончили в 1974 году; его постройка позволила увеличить экспортные поставки нефти из СССР более чем в два раза.

### Закрытие прибалтийской ветки
В июле 2006 года на участках Унеча — Полоцк-1 и 2 в Брянской области произошла авария. В результате обследования аварийного участка трубы было решено снизить давление с 4 до 0,7 МПа и полностью остановить прокачку по северной ветке «Дружбы».
Существует мнение, что настоящей причиной остановки северной ветки является продажа правительством Литвы НПЗ Mažeikių nafta польской PKN Orlen, а не российским компаниям (при этом авария использовалась как предлог). В конечном итоге, нефть на Mažeikių nafta доставляется танкерами из порта Приморск по рыночным ценам.
В связи с пуском БТС-II, которая позволяет обойти аварийный участок, северная ветка скорее всего никогда не будет использоваться, во всяком случае как часть «Дружбы». В то же время, существуют 2 проекта по использованию ветки:
1. в качестве продолжения нефтепровода Одесса — Броды для экспорта нефти через балтийские порты;
2. в реверсном режиме для поставок нефти в Беларусь через терминалы Бутинге и Вентспилс.

14 мая 2008 года вице-премьер правительства России Игорь Сечин прокомментировал просьбу литовского правительства о возобновлении поставок нефти из России на НПЗ следующим образом: «Какие к нам могут быть требования и претензии? Почему мы должны отдавать наши ресурсы?».

### Загрязнение хлорорганикой в 2019 году
В апреле 2019 года было обнаружено существенное загрязнение поступающей по трубопроводу из России нефти хлорорганическими соединениями, что привело к остановке её транспортировки. В рамках ПМЭФ-2019 руководитель «Транснефть» Николай Токарев сообщил, что на полную очистку нефтепровода уйдёт «порядка 6—8 месяцев», а заместитель главы РЖД Алексей Шило сообщил, что железнодорожники продолжат вывозить грязную нефть из нефтепровода с территорий Беларуси и России в резервуары Новороссийского порта.

### В период российско-украинского военного конфликта
В период полномасштабного российского вторжения на территорию Украины возникали проблемы с поставкой нефти по трубопроводу «Дружба».
4 августа 2022 года компания «Укртранснафта» остановила прокачку нефти по южной ветке нефтепровода «Дружба», проложенной по территории Украины, из России в Венгрию, Словакию и Чехию. По заявлению пресс-секретаря «Транснефти» Игоря Демина, «Укртранснафта» оказывает свои услуги по транспортировке на условиях 100 % предоплаты. «Транснефть» же не смогла провести очередной платеж через «Газпромбанк» в связи со вступлением в силу седьмого пакета санкций ЕС. Тем не менее транзит нефти через Беларусь не прекращался.
11 октября 2022 года польский оператор Perm сообщил об утечке на одной из линий, которая доставляет нефть в Германию. Согласно сообщению Минэкономики Германии, 2 ключевых НПЗ продолжают получать нефть по нефтепроводу. 13 октября 2022 года вице-президент «Транснефти» Сергей Андронов сообщил, что прокачка по нефтепроводу не снижалась, а утечка произошла из-за технической неисправности.
Остановка и восстановление в 2022 году
15 ноября, по сообщению венгерской энергетической компании MOL, трубопровод «Дружба», по которому российская нефть поступает в Восточную Европу, был остановлен во вторник после отключения электроэнергии. Энергетики заявили, что электростанция, обслуживающая трубопровод на территории Украины, пострадала в результате обстрела.
17 ноября Reuters сообщил со ссылкой на официальных лиц, что поставки российской сырой нефти в Венгрию и Словакию по трубопроводу «Дружба» возобновились.
По данным Bloomberg, возобновление работы произошло после ремонта электрической инфраструктуры, поврежденной в результате удара.
24 ноября остановилась прокачка нефти в Словакию, через южную ветку нефтепровода «Дружба» из-за перебоев с электроэнергией.
Остановка и восстановление в 2023 году
В феврале 2023 года Россия прекратила поставки нефти в Польшу (Orlen) по трубопроводу «Дружба» (трубопровод исключён из-под санкций Евросоюза).
Orlen подавала заявку в «Транснефть» на поставку 3 млн т. нефти по трубопроводу «Дружба» в 2023 году.
В июне 2023 года агентство Reuters сообщило о том, что из-за опасений продолжения эскалации военных действий на территории Украины, Венгрия, Словакия и Чехия увеличат свои закупки российской нефти по южному маршруту трубопровода «Дружба». Так например, венгерская MOL, основной покупатель нефти марки Urals в Венгрии и Словакии, закупит около 900 тысяч тонн по сравнению с 750 тысяч тонн в мае, а нефтеперерабатывающий завод Unipetrol в Чехии 430 тысяч тонн, вместо 400 тыс. тонн в мае.
5 августа 2023 года была обнаружена разгерметизация на одной из двух ниток трубопровода «Дружба» в районе города Ходеч. Подача нефти по одной из веток нефтепровода была приостановлена. Работоспособность поврежденного участка была восстановлена вечером 7 августа.
Прокачка российской нефти через Украину
С 1 августа 2023 года Украина подняла цены на транзит российской нефти по «Дружбе» почти на четверть, до 21 евро за тонну.
В июле 2024 года Украина остановила поставки нефти «Лукойла» через трубопровод «Дружба» в Венгрию и Словакию. Ранее Украина расширила санкции против этой российской компании, добавив в них запрет на транзит. В результате, по словам министра иностранных дел Венгрии Петра Сийярто, возникла угроза безопасности долгосрочных поставок в Венгрию и Словакию. Страны обратились за консультациями в ЕК, в случае отсутствия положительных результатов, Будапешт и Братислава намеревались решить вопрос в международном суде.
24 августа 2024 года министр иностранных дел Венгрии Петер Сийярто заявил, что отказ Европейской комиссии от роли посредника в споре об остановке поставок свидетельствует что за решением об остановке поставок стоит именно Брюссель. Днем ранее Еврокомиссия отклонила запрос о посредничестве от Венгрии и Словакии

## Перспективы развития проекта
В октябре 2022 года Сербия и Венгрия договорились о строительстве нефтепровода между двумя странами, который позволит снабжать Сербию российской нефтью из трубопровода «Дружба». Данное решение было принято для избежания ужесточений санкций со стороны Хорватии, откуда Белград получал часть топлива.
В апреле 2023 года глава МИД Венгрии Петер Сийярто сообщил о том, что договор о строительстве нефтепровода, по которому российское сырье из трубопровода «Дружба» будет транзитом через венгерскую территорию поступать в Сербию планируется подписать в июне. Раннее сообщалось, что протяженность объекта составит 128 километров, а стоимость его сооружения — порядка 100 млн евро.

## Интересные факты
В Липецкой и Тамбовской области есть посёлок Дружба, первыми жителями которого были работники нефтепровода, следившие за его состоянием.
В Витебской области, в Сенненском районе есть аналогичный посёлок «Дружба» построенный работниками и будущими жителями поселка
Также как и в Орловской области, в Троснянском районе есть аналогичный посёлок Дружба, примыкающий к двум трубам «Дружба-2». А вот здание построенной школы, также примыкающей к «Дружба-2» по другую сторону от поселка, к сожалению так и не открыли по причине близости опасного объекта.
Акционерное общество «Транснефть — Дружба» (до 10.12.2014 — ОАО «Магистральные нефтепроводы „Дружба“») — дочернее общество ПАО «Транснефть».